# Acraea taborana
Acraea taborana är en fjärilsart som beskrevs av Suffert 1904. Acraea taborana ingår i släktet Acraea och familjen praktfjärilar. Inga underarter finns listade i Catalogue of Life.